# 8716 Ginestra
8716 Ginestra eller 1995 SB2 är en asteroid i huvudbältet som upptäcktes den 23 september 1995 av den italienske astronomen Vincenzo Silvano Casulli vid Colleverde-observatoriet. Den är uppkallad efter poeten Giacomo Leopardi.
Asteroiden har en diameter på ungefär 10 kilometer och den tillhör asteroidgruppen Traversa.